# Университет Аояма
Университет Аояма Гакуин (яп. 青山学院大学 Аояма гакуин дайгаку) — японский христианский университет в Токио.
История университета берёт своё начало в 1874 году, когда американские миссионеры-методисты основали три маленьких школы в Токио. Канадский миссионер Дэвидсон Макдональд создал систему «Аояма гакуин», включавшую в себя образовательные ступени начиная с детского сада и заканчивая университетом. В своём современном виде Аояма был основан в 1949 году. В университете существуют следующие дисциплины: литература, теория права, экономика, менеджмент, основы международных отношений, политики, наука и инженерия.
Член Ассоциации христианских университетов и колледжей Азии (англ. Association of Christian Universities and Colleges in Asia, ACUCA).